# إدي خان
إدي خان (بالإنجليزية: Eddie Khan)‏ هو عازف جاز أمريكي، ولد في 1935.

## وصلات خارجية
- إدي خان على موقع ميوزك برينز (الإنجليزية)
- إدي خان على موقع ديسكوغز (الإنجليزية)